# Orthemis ambirufa
Orthemis ambirufa is een libellensoort uit de familie van de korenbouten (Libellulidae), onderorde echte libellen (Anisoptera).
De wetenschappelijke naam Orthemis ambirufa is voor het eerst geldig gepubliceerd in 1909 door Calvert.